# As Canções Preferidas do Bispo Macedo
As Canções Preferidas do Bispo Macedo foi um álbum lançado em 5 volumes, pela gravadora Line Records. O 3º volume recebeu uma certificação de Ouro, devido a mais de 100 mil cópias vendidas no Brasil.